# Полівка алтайська
Полівка алтайська (Microtus obscurus Eversmann, 1840) — гризун роду полівок (Microtus), вид-двійник «звичайних полівок», представник надвиду «полівка звичайна», Microtus ex gr. «arvalis» (s. lato).

## Таксономія
Від полівки європейської (Microtus arvalis s. str.) відрізняється морфологією хромосом, на підставі чого й був обґрунтований статус окремого виду. На початку цитогенетичних ревізій форму «obscurus» розглядали у складі «полівки звичайної» як групу 46-хромосомних рас з малим числом хромосомних плечей (NF=70-74).
Видовий статус обґрунтовано на підставі цитогенетичних і біогеографічних даних. Полівка алтайська (до 1991 р. як Microtus arvalis forma «obscurus») відрізняється примітивнішим каріотипом з 10-11 парами дрібних акроцентричних хромосом, поширеною в більшості популяцій інверсією у 5-й парі хромосом (в нормі — субтелоцентрична, інвертована — акроцентрична) та відокремленим ареалом. Зона контакту між Microtus arvalis та Microtus obscurus розглядається як вторинне явище, яке сформувалося внаслідок сходження видових ареалів завдяки розселенню видів (назустріч один одному) мережею сільськогосподарських угідь та інших створених людиною елементів штучної екомережі (придорожні смуги, лісосмуги тощо). В місцях контакту виявляють обмежену гібридизацію між цими видами, що підтверджено даними каріологічного аналізу.

## Поширення

Контури ареалів аловидів 46-хромосомних Microtus arvalis (ліворуч) та M. obscurus (праворуч)

Ареал цього виду не перекривається з ареалом полівки звичайної, проте на терені постгляціальної інвазії (центр східноєвропейської рівнини) ці два види формують зону контакту, в якій в кількох місцях виявлено гібриди між ними.

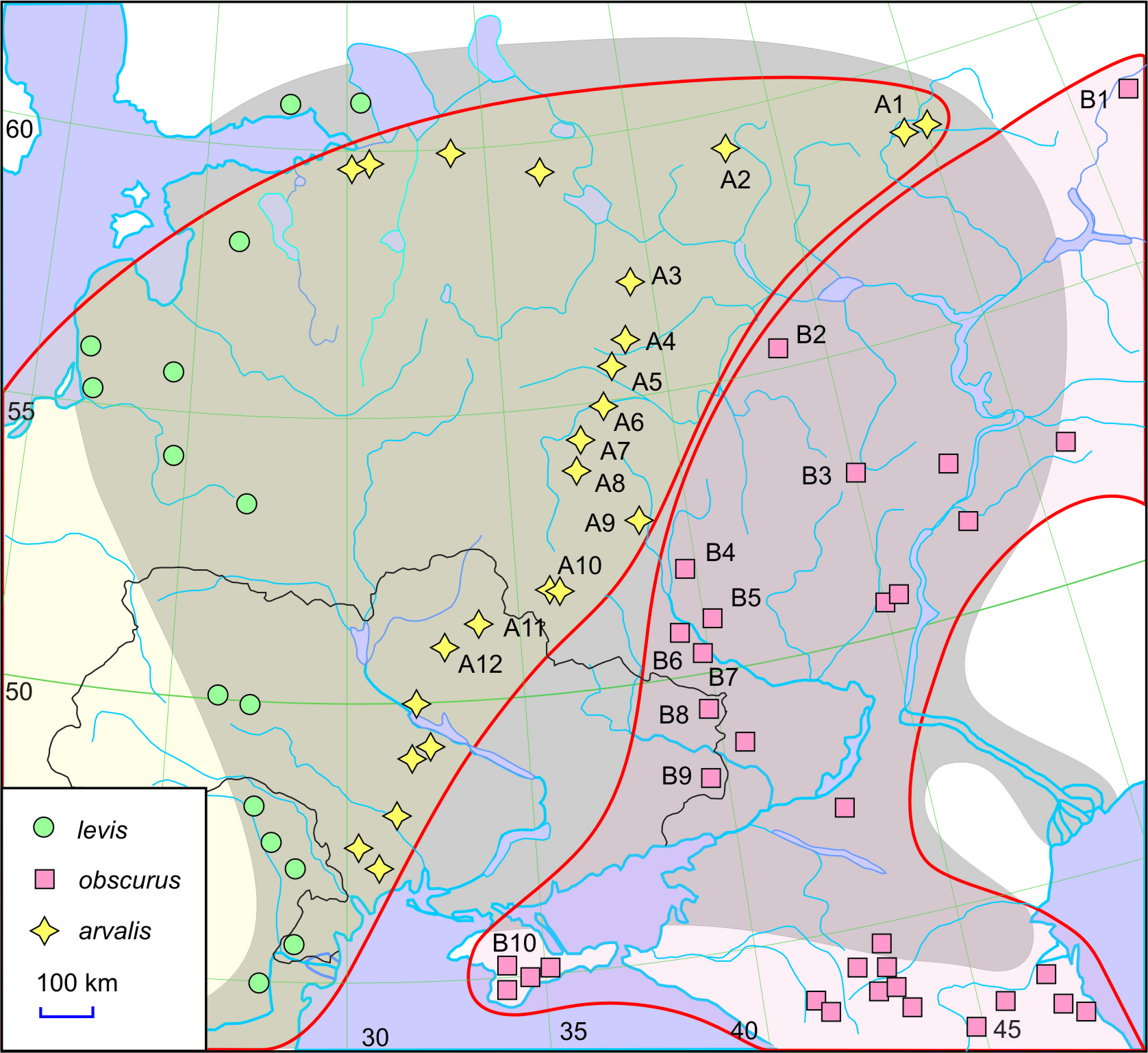
Поширення алтайської полівки (Microtus obscurus, червоні квадрати) та двох суміжних видів «звичайної полівки» на теренах Східної Європи: полівки європейської (Microtus arvalis s. str.) та полівки лучної (Microtus levis)

В Україні вид поширений у двох ізольованих один від одного регіонах — у Криму та на Луганщині. У фауні Криму він відомий як відокремлений від інших, географічно ізольований підвид Microtus obscurus iphigenia Heptner. Ця форма поширена переважно в Гірському Криму та по долинах річок, що стікають з гір у напрямку Сивашів. На сході України вид виявлений тільки у Стрільцівському степу, проте очевидно, що тут він є типовим для фауни Придінців'я загалом.
Припускається, що вид наразі відновлює свій колишній (перед тим фрагментований) ареал на заході і знаходиться тут у процесі розселення. Про це свідчить аналіз даних про його знахідки у часі: з кожним новим дослідженням видів-двійників групи Microtus «arvalis» виявляються все західніші місця знаходження полівки алтайської. У працях 1970–1990 рр. тут знаходили тільки полівку лучну (Гайченко, Малигін, 1975; Загороднюк, Тесленко, 1986).

## Біологія
Біологія цього виду докладно не досліджена, а всі давні описи стосуються полівок алтайської і лучної разом. У кожному разі всі біологічні і екологічні особливості цього виду є дуже подібними до описаних для полівки звичайної, у склад якої включали довгий час полівку алтайську.
Переважна кількість знахідок пов'язана з лісовими районами, у тому числі з лісами гірського Криму, Північного Кавказу та байраками Степу. Вид не є лісовим, а тяжіє до узлісь, лісових галявин, рідколісся, а також штучних міжпольових та придорожніх лісосмуг та природних лісо-чагарникових смуг уздовж потоків.